# فيث بيج
فيث بيج (بالإنجليزية: Faith Page)‏ هي مغنية أمريكية، ولدت في 30 أغسطس 1951.

## وصلات خارجية
- الموقع الرسمي